# Faust II (Rockoper)
Faust II – Die Rockoper ist eine Rockoper von Rudolf Volz nach Faust. Der Tragödie zweiter Teil von Johann Wolfgang von Goethe. Libretto, Musik und Inszenierung stammen aus der Feder von Volz. Mitkomponisten und Arrangeure sind Michael Wagner und Uwe Rodi.
Dieses Bühnenwerk ist die Fortsetzung von Faust I – Die Rockoper. Insofern kann man die beiden Rockopern als ein durchgehendes Stück mit vier Spielhälften betrachten.
Die Uraufführung fand am 17. Oktober 2003 im Hessischen Landestheater Marburg statt. Die erste CD erschien wenige Monate später.
Seit 2010 gibt es Aufführungen auf dem Brocken, dem Handlungsort der Szene Walpurgisnacht aus Faust I.

## Stilistik
Es werden ausschließlich Originaltexte von Goethe verwendet. Die einzigen Stilmittel sind Repetition und Streichung von Originaltexten. Dementsprechend ist das Libretto eine Bearbeitung von dem Originalwerk von Goethe. Diese Rockoper ist nicht nur ein Konzeptalbum, sondern hat eine theatralische Umsetzung in Form eines Rock-Spektakels, eine Kombination von klassischer deutscher Literatur mit Rockmusik im Stil der 1970er Jahre.
Die Rockoper ist bisher die einzige Umsetzung des literarischen Werkes in Opernform, welche einen Handlungsstrang über alle 5 Akte bildet. Einzelne Akte aus Goethes Faust II im Gewand einer Oper klassischer Prägung von Marc-André Souchay (unter dem Titel Faust und Helena)  wurde 1940 in Halle uraufgeführt.

## Songtitel
Dritte Spielhälfte
1. Schlaf ist Schale (Szene: Erster Akt, „Anmutigende Gegend“, ab Zeilen-Nr. 4623)
2. Ist’s Lieb (ab Zeilen-Nr. 4679)
3. Ein neuer Narr (Szene: „Kaiserliche Pfalz“, ab Zeilen-Nr. 4743)
4. Es fehlt an Geld (ab Zeilen-Nr. 4923)
5. Wir lassen’s gelten (Szene: „Weitläufiger Saal mit Nebengemächern“, ab Zeilen-Nr. 5217)
6. Trinke (ab Zeilen-Nr. 5263)
7. Der Kaiser brennt (ab Zeilen-Nr. 5946)
8. Rechnung (Szene: „Lustgarten“, ab Zeilen-Nr. 6041)
9. Amüsieren (Szene: „Finstere Galerie“, ab Zeilen-Nr. 6111)
10. Mischung (Szene: Zweiter Akt, „Laboratorium“, ab Zeilen-Nr. 6838)
11. Drücke mich (ab Zeilen-Nr. 6879)
12. Natur (Szene: „Am obern Peneios“, ab Zeilen-Nr. 7830)
13. Vermähle dich dem Ozean (Szene: „Felsbuchten des Ägäischen Meers“, ab Zeilen-Nr. 8319, 8458)

Vierte Spielhälfte
1. Der Schönheit Ruhm (Szene: Dritter Akt, „vor dem Palaste des Menelas zu Sparta“, ab Zeilen-Nr. 8488)
2. Ruf und Schicksal (ab Zeilen-Nr. 8524)
3. Häßlichkeit (ab Zeilen-Nr. 8711)
4. Hier knie nieder (Szene: „Innerer Burghof“, ab Zeilen-Nr. 9192)
5. Lass mich sterben (ab Zeilen-Nr. 9218)
6. Unser Glück (ab Zeilen-Nr. 9356)
7. Köstlich Drei (Szene: „Der Schauplatz verwandelt sich durchaus“, ab Zeilen-Nr. 9695)
8. Den neuen Kaiser (Szene: Vierter Akt, „Hochgebirg“, ab Zeilen-Nr. 10243)
9. Gegenkaiser (Szene: „Auf dem Vorgebirg“, ab Zeilen-Nr. 10375)
10. Schlacht (ab Zeilen-Nr. 10640)
11. Piraterie (Szene: Fünfter Akt, „Palast“, ab Zeilen-Nr. 11173)
12. Ein Wunder (Szene: „Offene Gegend“, ab Zeilen-Nr. 11111, seit 2009)
13. Durch die Welt gerannt (Szene: „Mitternacht“, ab Zeilen-Nr. 11471)
14. Zum Augenblicke (Szene: „Großer Vorhof des Palasts“, ab Zeilen-Nr. 11574)
15. Seelenkampf (Szene: „Grablegung“, ab Zeilen-Nr. 11699)
16. Erlösen (Szene: „Bergschluchten“, ab Zeilen-Nr. 11934)
17. Er kommt zurück (ab Zeilen-Nr. 12073)
18. Gleichnis (ab Zeilen-Nr. 12104)

## Diskographie
- Faust II – Die Rockoper (Doppel-CD, 2003)
- Faust – Die Rockoper (4-er CD-Box Faust I + II, 2006)

## Bilder

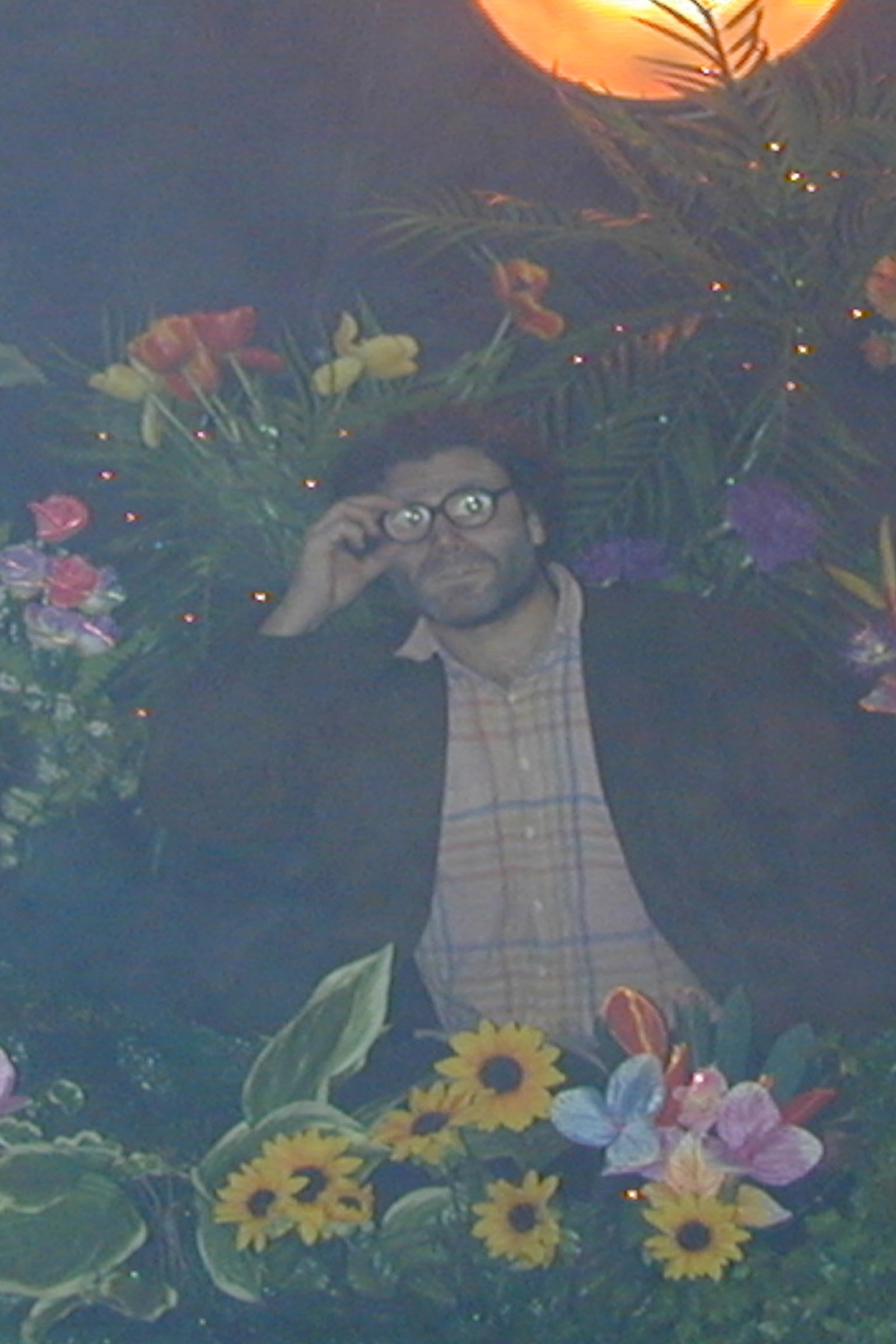
Faust erwacht im Blumenbeet
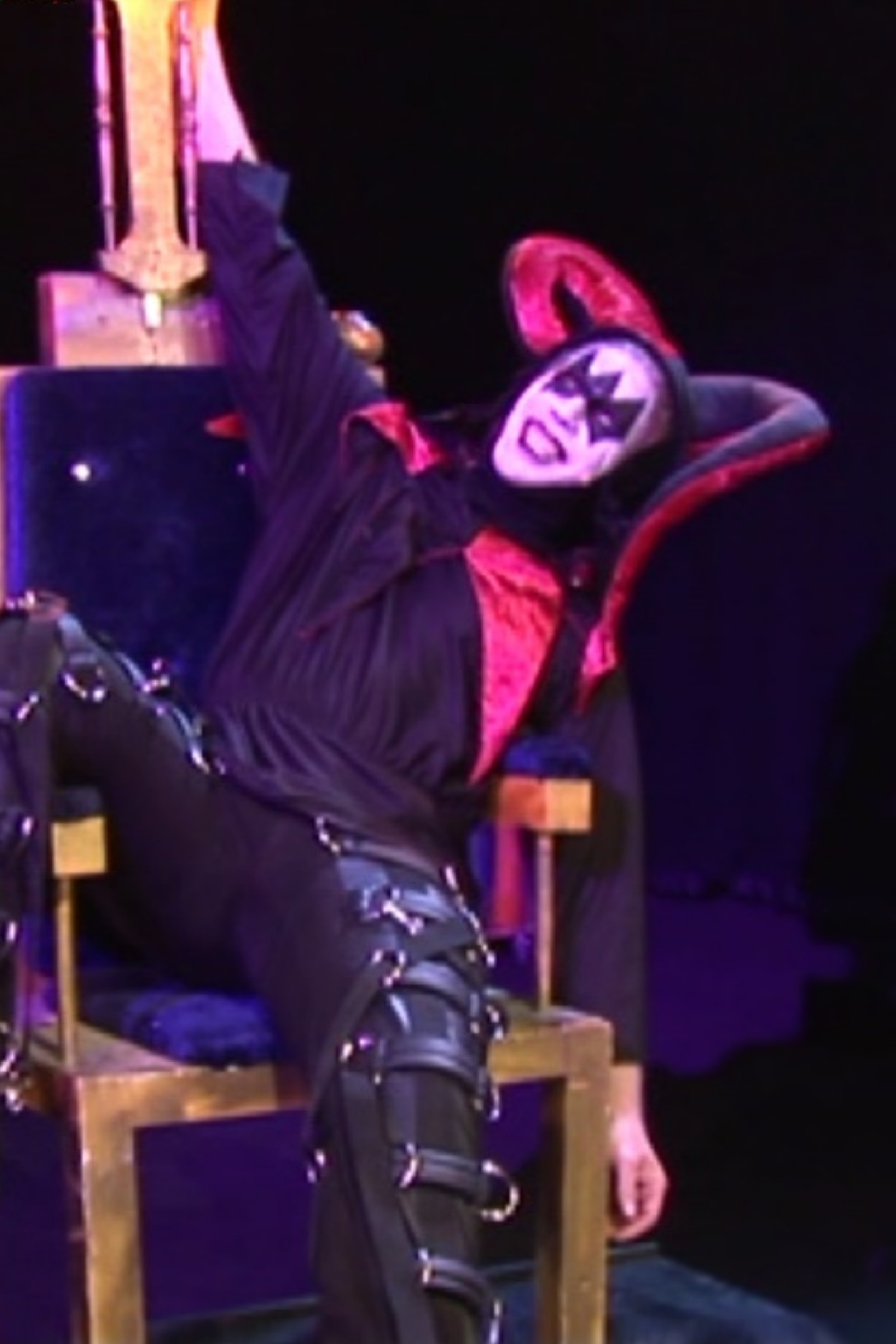
Mephisto als Narr am Kaiserhof
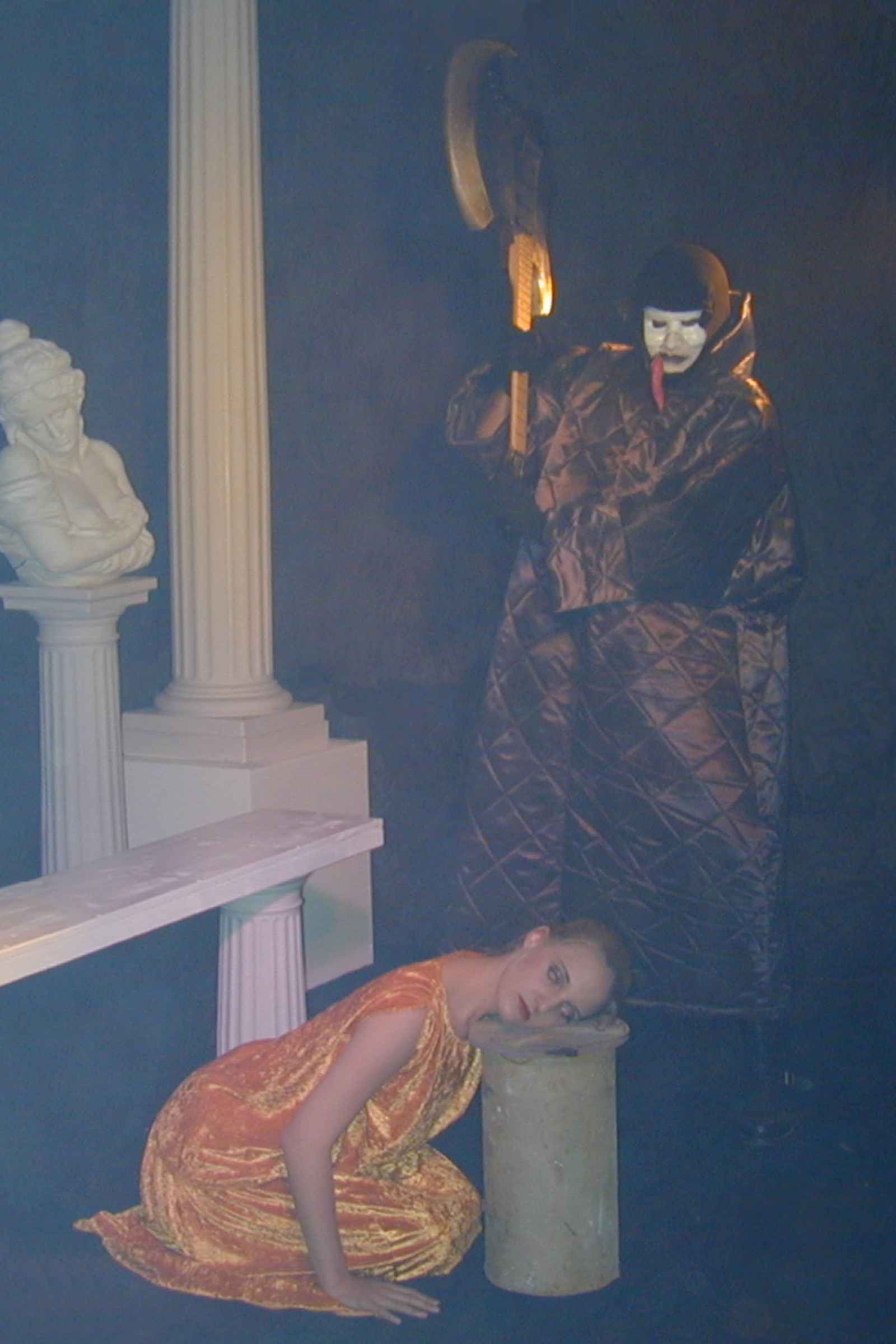
Helena & Phorkyas (verkleideter Mephisto)
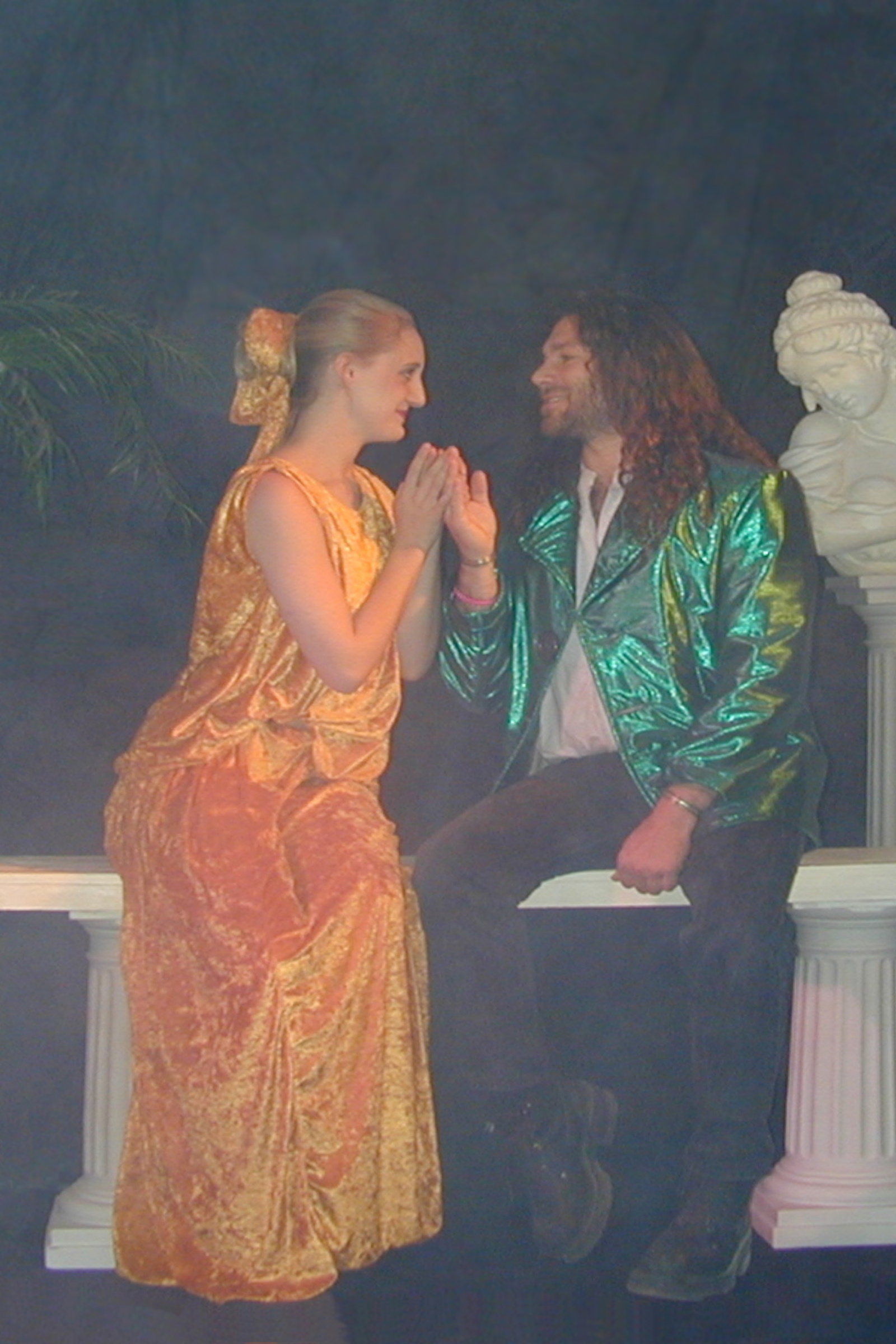
Helena & verjüngter Faust
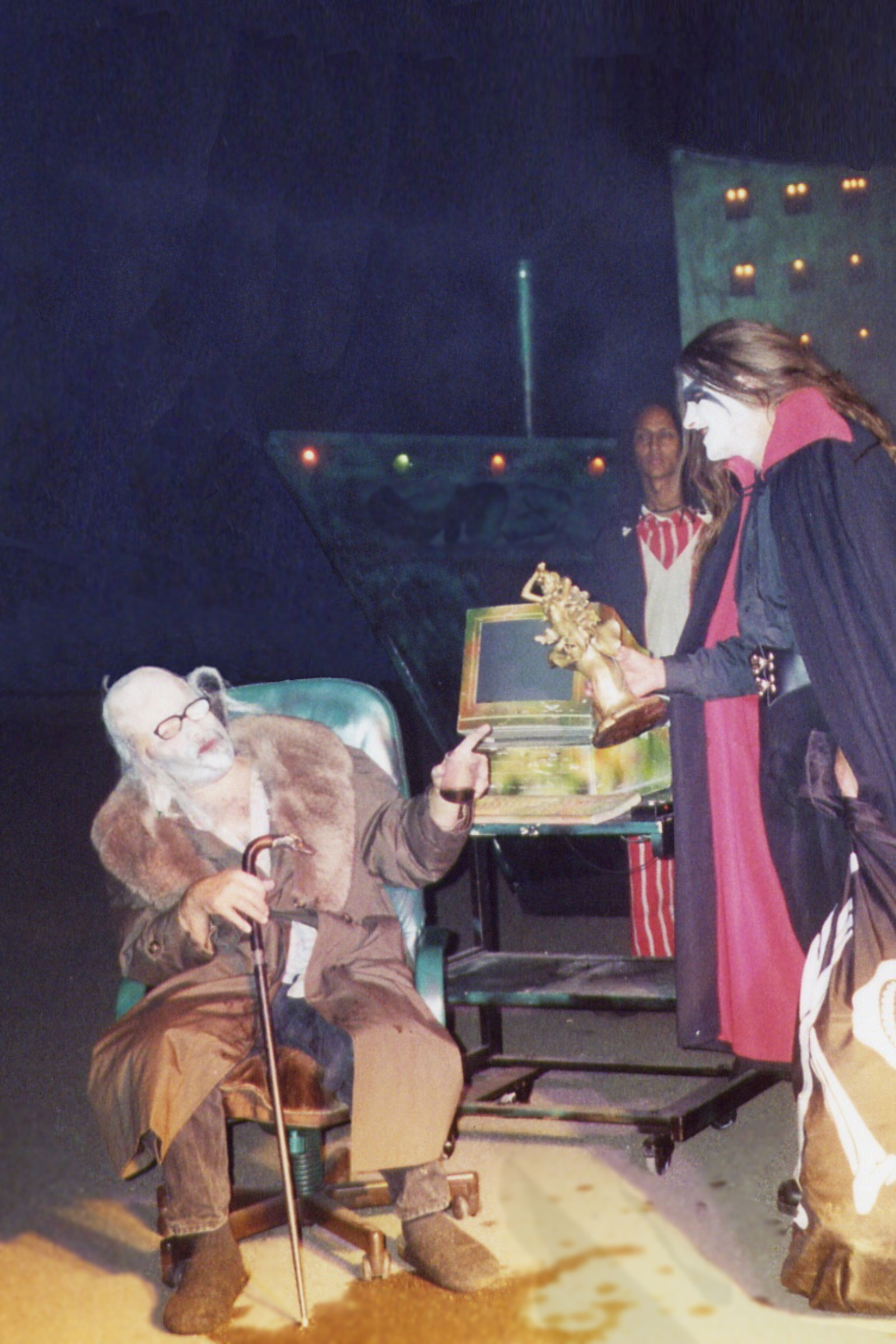
Faust als Greis, Diener, Mephisto